# Yasuda Yojūrō
Yasuda Yojūrō (japanisch 保田 與重郎; * 15. April 1910 in Sakurai; † 4. Oktober 1981) war ein japanischer Autor und Literaturkritiker.

## Leben
In seiner Oberschulzeit in Osaka kam Yasuda mit dem Marxismus in Berührung, ohne jedoch nachhaltig davon beeinflusst worden zu sein. In dieser Zeit beschäftigte er sich mit der deutschen Romantik, insbesondere mit Hölderlin und Schlegel. Yasuda studierte an der Universität Tokio Kunstgeschichte. Zusammen mit Kamei Katsuichirō, der die Zeitschrift Nihon romanha (日本浪漫派) gründete, ist Yasuda der wichtigste Vertreter der japanischen romantischen Schule.

## Preise und Auszeichnungen
- Iketani-Shinzaburō-Preis für Nihon no hashi

## Werke (Auswahl)
- Nihon no hashi (日本の橋), dt.
- Gotoba-in (後鳥羽院)
- Eruteru wa naze shinda ka (ヱルテルは何故死んだか)
- Man’yōshū no seishin. Sono seiritsu to Ōtomo no Yakamochi (万葉集の精神－その成立と大伴家持)
- Eiyū to shijin (英雄と詩人)
- Taikan shijin no goichininsha (戴冠詩人の第一人者)
- Izumi Shikibu shishō (和泉式部私抄)
- Mōkyō (蒙疆)
- Bashō (芭蕉)
- Nihon ni inoru (日本に祈る)
- Zettai heiwa-ron (絶対平和論)
- Gendai kijin den (現代畸人傳)
- Bungaku no tachiba (文學の立場)
- Minzoku to bungei (民族と文藝)
- Kindai no shūen (近代の終焉)
- Nanzan tōunroku (南山踏雲録)
- Torimi no hikari / Tenjōki (鳥見のひかり・天杖記)
- Manʾyōshū meika senshaku (万葉集名歌選釈)
- Hasedera, Yamanobe no michi (長谷寺, 山の辺の道) u. a.
- Nihon no bijutsushi (日本の美術史)
- Nihon rōmanha no jidai (日本浪曼派の時代)
- Nihon no bungakushi (日本の文学史)
- Sakka ronshū (作家論集)
- Sengo zuisōshū (戦後随想集)
- Mokutan mokuboshū (木丹木母集)　(Liedersammlung)
- Yapan Maruchi shōkin no bunshō (やぽん・まるち　初期の文章)
- Nihongoroku, Nihon joseiron senchū no chosaku (日本語録、日本女性論　戦中の著作)
- Meiji ishin to Ajia no kakumei (明治維新とアジアの革命)
- Kōchū norito (校註祝詞)
- Sokoku seiron (祖国正論)
- Kinki gojunkō ki (近畿御巡幸記)
- Jutsushi shinron; Nihon shi shinron (述史新論; 日本史新論) u. a.
- Nihon no bitokokoro (日本の美とこころ)
- Satō Haruo (佐藤春夫)
- Hyōkonki (冰魂記)
- Waga Manʾyōshū (わが万葉集), postum erschienen
- Kagiroishō kashū (炫火頌歌集)